# 로마 지하철 C선
로마 지하철 C선(이탈리아어: Linea C)은 이탈리아 로마에서 운행되는 로마 지하철의 세번째 노선이다. 더불어 처음으로 로마에서 완전 자동화된 노선이기도 하다. 몬테 콤파트리-판타노에서 파르코 디 첸토첼레까지 첫번째 구간은 2014년 11월 9일에, 파르코 디 첸토첼레에서 로디까지 두 번째 구간은 2015년 6월 29일에 각각 개통했으며, 현재 2개의 역이 추가로 건설 중에 있다. C선은 로마-피우지 선의 일부로 마지막까지 남아있던 경전철도인 옛 로마-판타노 철도의 일부 구간을 재사용한다. 노선색은 ●초록색이다.

## 건설
2006년 8월 공사가 시작되기 전에 고고학 조사가 이루어졌다. 2007년 3월에는 로베르토 말라테스타 광장에 위치한 말라테스타 역의 시공식을 시작으로 본격적인 건설에 들어갔다. 한달 후에는 로디 역이 뒤를 이었다.
2008년 5월에는 터널굴착기 두 대가 자르디네티에 설치되었고, 두달 후에는 새로운 지하철 구간이 되는 오래된 노면전차선 구간을 개조하기 위하여 로마-판타노 선이 자르디네티에서 단선됐다. 이 (판타노 - 첸토첼레 역)에서 피아자 로디까지의 구간은 2015년 6월 29일에 개통되었다. 베네치아에서 클로디오-마치니까지 도심을 지나는 구간은 계획 단계에 있었다.
2009년에는 베네치아 광장 (카피톨리노 언덕 부근) 발굴 현장에서 유적이 발견되었는데, 하드리아누스 황제의 아테나이움으로 확인되었다.
2018년 5월 12일 로마 시내 진입구간에 해당되는 세번째 구간 중에서 로디 역부터 산 조반니 역까지의 구간이 개통되었다. 나머지 두 역 (암바 아라담 / 이포니오 역과 콜로세오 역)은 오는 2022년에 완공될 예정이다. 또 콜로세오 역을 지나 베네치아 광장에 역 하나를 더 신설할 수 있는 예산까지 확보되었으나, 본 공사에 대한 정확한 세부일정은 세워지지 않고 있다.

## 경로
2014년 11월 기준으로, C선의 총 길이는 19.1km에 달하고 22개 역이 있다. 전체 노선에서 4km만이 지하에 있고, 나머지 구간은 지상에 있다.
원래 계획된 두 종착지점은 동쪽으로는 판타노 (몬테콤파트리 코무네의 프라치오네), 북쪽으로는 클로디오-마치니였으나, 2007년 3월에 카시아 가를 따라 북쪽으로 그로타로사까지 더 연장하여 아홉 개의 역을 추가하기로 발표되었다. 차량기지는 그라니티에 지어지고 있다. C선은 산 조반니 역과 오타비아노 - 산 피에트로 - 무세이 바티카니 역에서 A선과, 콜로세오 역에서 B선과 만나게 될 예정이다. 피녜토에서는 FR1선의 새 철도역과 환승역이 지어질 예정이다. 콜로세오 역에는 건설중에 발굴된 고고학 유물을 전시하는 공공박물관이 역내에 지어질 예정이었으나, 자금 부족으로 인하여 계획이 폐기되었다.
원안에는 시내에 있는 라르고 디 토레 아르헨티나에 역 하나가 포함되어 있었지만 그 부지의 고고학 유적이 예상보다 더 광범위한 것으로 밝혀지면서 건설 계획이 취소되었다.

## 연장
다음과 같은 연장 방안이 연구되고 있다.
- (로마 주변을 둘러싼 순환 철도와 로마-비테르보 선과 가까운) 토르 디 퀸토까지 접근하게 하는 북쪽 연장안. 다섯 개의 역이 추가되며 비냐 클라라 역과 토르 디 퀸토 역에서 FR5선과 만나게 된다.
- 두번째 차랑기지가 건설될 수도 있는 토르 베르가타까지의 남쪽 연장안. 한 개의 역이 추가된다.
- 동쪽 지선을 트레노 역에서 폰테 맘몰로 역까지 이어서 B선과 환승되도록 하는 북쪽 연장안. 다섯 개의 역이 추가된다. 이 연장 구간은 톨리아티 역에서 FR2선과도 만나게 된다.

## 운행 차량

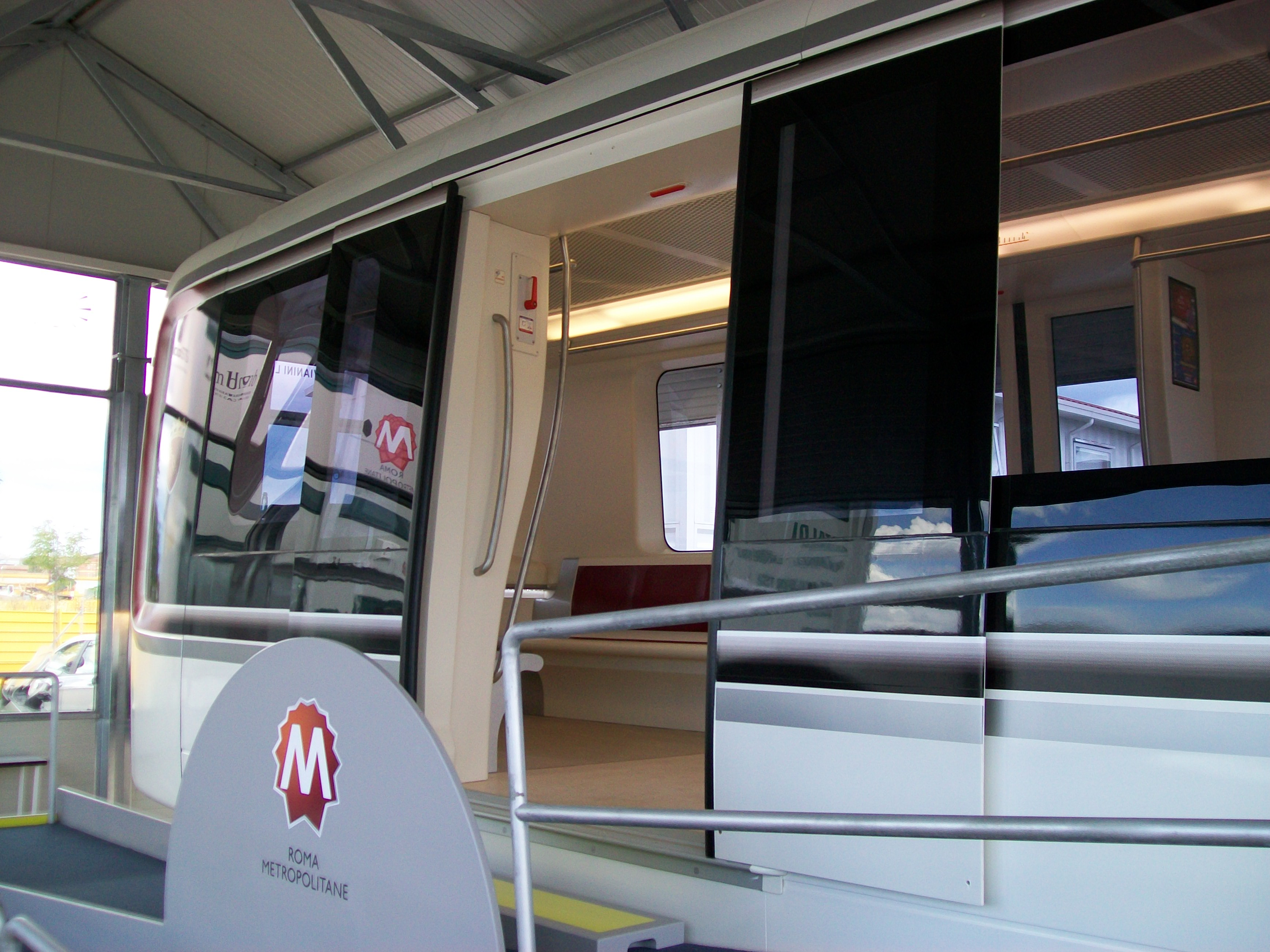
C선 운행 차량의 모습

C선은 2014년 11월 현재 5대의 안살도브레다 무인 지하철 차량으로 운행되고 있다. 안살도브레다 무인 지하철은 밀라노 지하철 5호선과 코펜하겐 지하철, 브레시아 지하철에서도 운행되고 있는 차종이다. C선이 완전히 개통되면 총 30대가 운행될 예정이다.